# Kováts Gyula (teológus)
Kováts Gyula (Avasújváros, 1869. szeptember 17. — Szatmárnémeti, 1944. szeptember 16.) teológus, egyházi író.

## Életútja
A szatmári Római Katolikus Főgimnázium elvégzése után ugyanitt a teológián filozófiát is hallgatott (1892), majd Rómában teológiai doktorátust is szerzett (1896). A szatmári Tanítóképző Intézet tanára és igazgatója (1900-24), a Teológiai Főiskola prodirektora 1931-től. Az Egyházmegyei Irodalmi Kör titkára. Vallási értekezései a helybeli Katolikus Élet és más egyházi folyóiratok hasábjain jelentek meg. Szentbeszédeinek gyűjteménye az Isten igéje és Szentbeszédek című kötet.